# Шамов, Михаил Сергеевич
Михаи́л Серге́евич Ша́мов (1889, Севастополь, Таврическая губерния, Российская империя — ?) — советский врач и государственный деятель, нарком здравоохранения Казахской АССР (1920—1928).

## Биография
Родился в рабочей семье. В 1914 г. окончил медицинский факультет Харьковского университета и был призван в действующую армию. До 1917 года работал полковым врачом.
С октября 1920 по май 1928 г. - нарком здравоохранения Киргизской/Казакской АССР. Под его руководством в 1925 г. был организован первый в Казахстане краевой санитарно-бактериологический институт, открыты фельдшерские школы в Оренбурге и Уральске, появились краткосрочные курсы по подготовке медицинских сестёр. Особый акцент делал на развитии медико-санитарной службы и противоэпидемиологическим вопросам.
В 1938 г. был арестован.